# 丹佛美術館
丹佛美術館（英語：Denver Art Museum）是位於美國科羅拉多州城市丹佛的一座美術館。丹佛美術館收藏了來自世界各地超過6萬件美術品，其中不少是美國原住民的美術品。丹佛美術館成立於1893年，前身是丹佛美術家俱樂部。 博物館每天上午 10:00 至下午 5:00 開放。週二至晚上 9:00。